# 皮哈尼
皮哈尼（Pihani），是印度北方邦哈尔多伊县的一个城镇。总人口27535（2001年）。

## 地理
皮哈尼位于27°38′N 80°12′E / 27.63°N 80.2°E。其平均海拔为141 米 (462 英尺)。

## 人口
该地2001年总人口27535人，其中男性14378人，女性13157人；0—6岁人口5172人，其中男2749人，女2423人；识字率45.77%，其中男性为52.67%，女性为38.24%。